# Tintin en Thaïlande
Tintin en Thaïlande is een seksueel getinte parodie op de strip Kuifje uit 1999. In België werd een politieonderzoek geopend voor plagiaat en de strip werd in beslag genomen.

## Inhoud
De verdwijning van Serafijn Lampion in Thailand zorgt ervoor dat Kuifje, kapitein Haddock, professor Zonnebloem en Jansen en Janssen naar Bangkok reizen. Kapitein Haddock bedrinkt er zich in een stripteaseclub en Kuifje belandt in een gaybar. Lampion wordt teruggevonden in Chiang Mai in het noorden van Thailand bij een gewelddadige travestiet. Bobbie is in Kasteel Molensloot gebleven en beleeft er seksuele avonturen met de kasteelkat, net als butler Nestor met mevrouw Lampion.
In tegenstelling tot sommige andere verschenen Kuifje-parodieën is de inhoud van Tintin en Thaïlande niet seksueel expliciet. Het is een zwart-witstrip. De tekeningen zijn summier en vaak beperkt tot de hoofden van de personages onder tekstballonnen.

## Parodie of plagiaat
De strip verscheen onder de naam Bud E. Weizer, een pseudoniem van de Belg Baudoin de Duve. Hij leefde op het moment dat hij de strip maakte in Chiang Mai en maakte Tintin en Thaïlande naar eigen zeggen om zijn vrienden te vermaken. Gealarmeerd door Stichting Moulinsart, dat de rechten op Kuifje beheerde, werden de Duve en twee andere personen in 2001 door de Belgische politie verhoord. De Duve was op dat moment op vakantie in Antwerpen. Enkele honderden exemplaren van de strip werden door de Belgische politie in beslag genomen. De Duve verdedigde zich door te stellen dat het ging om een parodie en niet om plagiaat. Er volgde uiteindelijk geen strafrechtelijke vervolging. In de volgende jaren verschenen piratenuitgaven van Tintin en Thaïlande op basis van fotokopieën. De strip werd (slecht) vertaald van het Frans naar het Engels.